# Классический «Доктор Кто» (24-й сезон)
Премьера двадцать четвёртого сезона классических серий британского научно-фантастического сериала «Доктор Кто» состоялась 7 сентября 1987 года, с выходом на экраны первого эпизода серии «Время и Рани». Сезон завершился 7 декабря 1987 года показом последнего эпизода серии «Драконье пламя».

## Актёрский состав

### Основной
- Сильвестр Маккой в роли Седьмого Доктора
- Бонни Лэнгфорд в роли Мэл Буш
- Софи Олдред[англ.] в роли Эйс

#### Новый спутник
После того, как Бони Лэнгфорд объявила о своём уходе, продюсер сериала, Джон Нейтан-Тёрнер попросил сценаристов Малкольма Колла и Яна Бриггса создать персонажей, которые потенциально могли заменить Мэл в качестве нового спутника Доктора. В результате Колл представил свой сценарий очередной серии, названной «Полёт Химерона» (позднее переименованной в «Дельта и знаменосцы») — в нём фигурировал персонаж по имени Рей, который должен был улететь с Повелителем времени в конце финального эпизода. Однако прежде, чем этот вариант был официально утверждён, создатели решили, что сценарий Бриггса (названный «Драконье пламя») больше подойдёт для съёмок финальной серии, и новой спутницей Доктора стала девушка по имени Эйс.

### Повторяющийся
- Кейт О’Мара в роли Рани

В серии «Время и Рани», первой, в которой появляется Сильвестр Маккой, возвращается Повелительница времени Рани.

### Приглашённый
Прежде чем стать полноценной спутницей Седьмого Доктора, Эйс появилась в качестве гостевого персонажа в последней серии сезона, «Драконье пламя». В той же серии снялся актёр Тоби Селби, его персонаж Сабалом Блиц в различных постановках выступает в качестве неофициального спутника Седьмого Доктора. Кроме того, у актёра уже имелся опыт в «Докторе Кто» — он сыграл одну из ролей в предыдущем сезоне.

## Список серий
В этом сезоне редактором сценариев стал Эндрю Картмель. Трансляции серий были перенесены с вечера субботы на понедельник. В отличие от предыдущего сезона, в котором было три истории из 4 частей и одна из двух, начиная с 24 сезона и до закрытия сериала в 1989 году используется другая схема деления серии на эпизоды — две истории из 4 частей и две — из двух. Также серия «Дельта и знаменосцы» стала первой серией «Доктора Кто» стандартной длины (25 мин.), которая бы состояла из трёх эпизодов, не считая «Двух Докторов» (длина эпизода — 45 мин.) и серии второго сезона «Планета гигантов».
| № | #   | Название                                        | Частей (эпизодов) | Режиссёр        | Сценарист           | Зрителей (миллионов) | Индекс оценки | Дата выхода в эфир                                                                     | Код |
| --- | --- | ----------------------------------------------- | ----------------- | --------------- | ------------------- | -------------------- | ------------- | -------------------------------------------------------------------------------------- | --- |
| 1 | 144 | «Время и Рани» «Time and the Rani»              | 4 эпизода         | Эндрю Морган    | Пип и Джейн Бейкеры | 5.1 4.2 4.3 4.9      | 58 63 57 59   | 7 сентября 1987 года 14 сентября 1987 года 21 сентября 1987 года 28 сентября 1987 года | 7D  |
| В ТАРДИС Шестого Доктора происходит авария и он, со своей спутницей Мел Буш, падает на планету Лакертия, после чего Доктор регенерирует. Ещё не совсем оправившись от регенерации, он вынужден противостоять козням Рани, которая с помощью искусственного мозга, созданного ею, собирается захватить вселенную. |     |                                                 |                   |                 |                     |                      |               |                                                                                        |     |
| 2 | 145 | «Райские башни» «Paradise Towers»               | 4 эпизода         | Николас Маллетт | Стивен Уайатт       | 4.5 5.2 5.0          | 61 58 57      | 5 октября 1987 года 12 октября 1987 года 19 октября 1987 года 26 октября 1987 года     | 7Е  |
| Доктор и Мел отправляются в 22-й век, на Райские башни. Однако жители этих великолепных зданий стали воевать с роботами, которые до этого были предназначены для служения людям. Притом в здании ещё и воюют между собой две группы людей — кангов. Сможет ли Доктор остановить эту битву?                       |     |                                                 |                   |                 |                     |                      |               |                                                                                        |     |
| 3 | 146 | «Дельта и знаменосцы» «Delta and the Bannermen» | 3 эпизода         | Крис Клаф       | Малкольм Колл       | 5.3 5.1 5.4          | 63 60         | 2 ноября 1987 года 9 ноября 1987 года 16 ноября 1987 года                              | 7F  |
| В валлийском летнем лагере Доктор и Мэл защищают от злых знаменосцев Дельту — королеву Химерона. |     |                                                 |                   |                 |                     |                      |               |                                                                                        |     |
| 4 | 147 | «Драконье пламя» «Dragonfire»                   | 3 эпизода         | Крис Клаф       | Ян Бриггс           | 5.5 5.0 4.7          | 61 64         | 23 ноября 1987 года 30 ноября 1987 года 7 декабря 1987 года                            | 7G  |
| Доктор и Мел оказываются на планете Ледяной Мир. Здесь Мел уходит от Доктора и в то же время к нему в спутники напрашивается Эйс — подросток 1980-х. Это первое путешествие Эйс с Доктором, в котором им придётся защищать инопланетного дракона от истребления людьми.                                          |     |                                                 |                   |                 |                     |                      |               |                                                                                        |     |

### DVD-релизы
Все серии 24 сезона классического «Доктора Кто» вышли на DVD в основном в период между 2009 и 2012 годами.
| Серия | Количество и продолжительность эпизодов | Регион 2              | Регион 4             | Регион 1             |
| --- | --------------------------------------- | --------------------- | -------------------- | -------------------- |
| Время и Рани | 4 × 25 м.                               | 13 сентября 2010 года | 4 ноября 2010 года   | 14 июня 2011 года    |
| Райские башни | 4 × 25 м.                               | 18 июля 2011 года     | 1 сентября 2011 года | 9 августа 2011 года  |
| Дельта и знаменосцы                                                                                               | 3 × 25 м.                               | 22 июня 2009 года     | 6 августа 2009 года  | 1 сентября 2009 года |
| Драконье пламя В Регионах 2 и 4 выходил только в рамках сборника Ace В Регионе 1 только в виде отдельного издания | 3 × 25 м                                | 7 мая 2012 года       | 7 июня 2012 года     | 8 мая 2012 года      |

## Книги
| Серия                 | Адаптация             | Автор               | Впервые опубликована |
| --------------------- | --------------------- | ------------------- | -------------------- |
| «Время и Рани»        | «Время и Рани»        | Пип и Джейн Бейкеры | 1988                 |
| «Райские башни»       | «Райские башни»       | Стивен Уайатт       | 1988                 |
| «Дельта и знаменосцы» | «Дельта и знаменосцы» | Малкольм Колл       | 1989                 |
| «Драконье пламя»      | «Драконье пламя»      | Ян Бриггс           | 1989                 |